# Пелэм, Томас, 1-й граф Чичестер
Томас Пелэм, 1-й граф Чичестер (англ. Thomas Pelham, 1st Earl of Chichester; 28 февраля 1728 — 8 января 1805) — британский политик. Он носил титул учтивости — лорд Пелэм из Стэнмера с 1768 по 1801 год.

## Происхождение и образование
Родился 28 февраля 1728 года. Единственный сын политика Томаса Пелэма (1705—1737) и его жены Аннетты, дочери богатого купца Джорджа Бриджеса (ум. 1714) из Перы, Стамбул. Сэр Джон Пелэм, 3-й баронет (1623—1703), был его прадедом, а Томас Пелэм-Холлс, 1-й герцог Ньюкасл (1693—1768), и Генри Пелхэм (1694—1754), его двоюродные братья. Он получил образование в Вестминстерской школе (1740 г.) и Клер-колледже в Кембридже (1745 г.). Томас совершил гран-тур по Франции, Швейцарии, Италии и Германии в 1746—1750 годах.
Он сменил своего отца в 1737 году, унаследовав поместье Стэнмер-Парк недалеко от Льюиса, Сассекс.

## Политическая карьера
Томас Пелэм заседал в Палате общин Великобритании от Рая (1749—1754) и Сассекса (1754—1768). Он занимал посты контролера королевского двора (1765—1774) и члена Тайного совета с 1765 года.
В ноябре 1768 года после смерти своего кузена, герцога Ньюкасла, Томас Пелэм унаследовал титулы 2-го барона Пелэма из Стэнмера и 6-го баронета Пелэма из Лотона, созданный в 1611 году.
Томас Пелэм также занимал должности генерального инспектора Лондонской таможни с 1773 по 1805 год и хранителя Большого гардероба с 1775 по 1782 год. В 1801 году ему был пожалован титул графа Чичестера.
В 1776 году Томас Пелэм купил поместье Фалмер у своего троюродного брата, сэра Джона Шелли, 5-го баронета (1730—1783).

## Семья

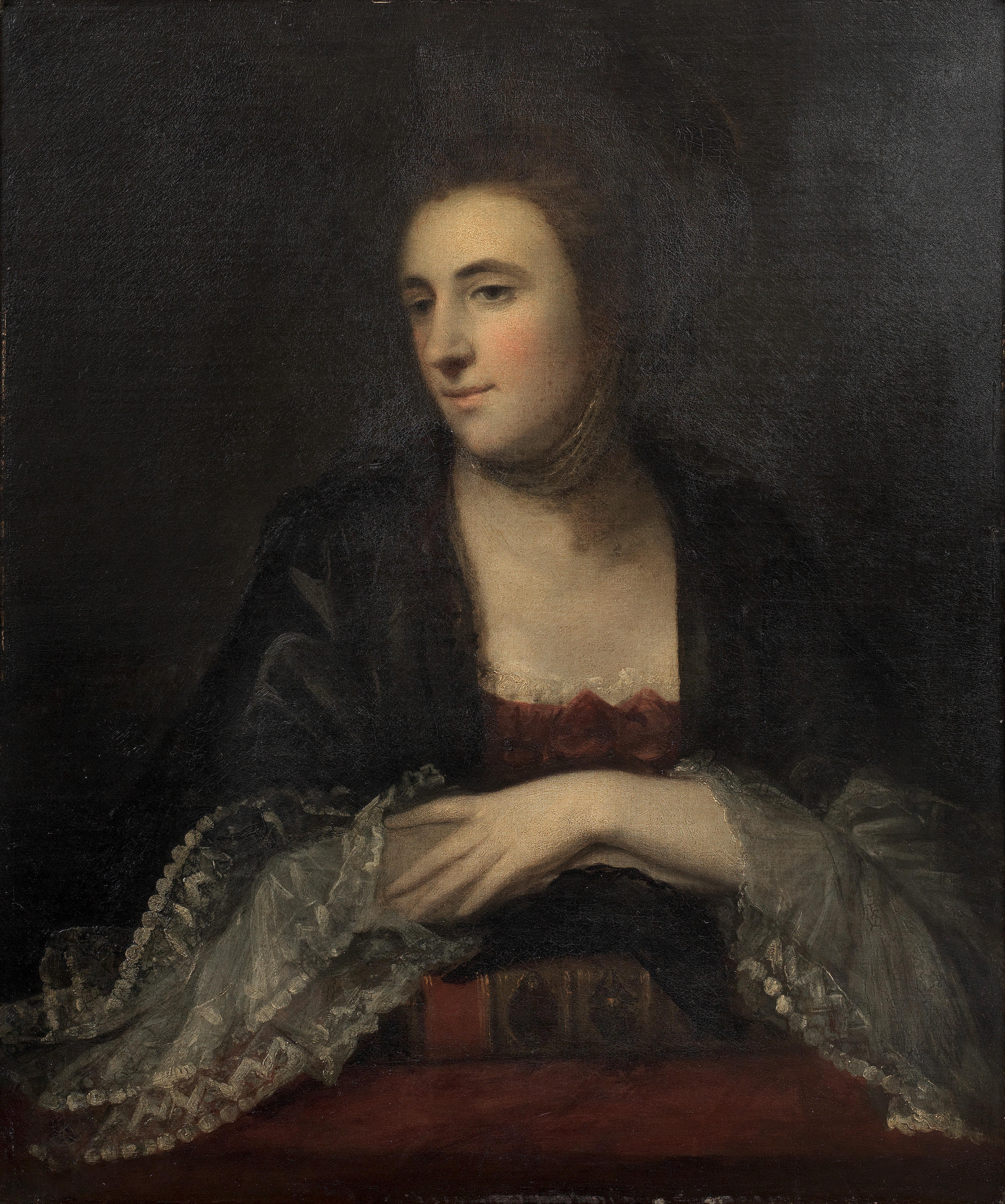
Энн Пелэм, портрет Джошуа Рейнольдса

15 июня 1754 года в Мортлейке, Сассекс, лорд Чичестер женился на Энн Франкленд (ок. 1735 — 5 марта 1813), дочери Фредерика Мейнхардта Франкленда и Элизабет Бодоуин. У супругов были три сына и три дочери:
- Достопочтенная Генриетта Энн Пелэм (? — 1797)
- Достопочтенная Фрэнсис Пелэм (? — 1783)
- Томас Пелэм, 2-й граф Чичестер (28 апреля 1756 — 4 июля 1823), старший сын и преемник отца.
- Достопочтенный Генри Пелэм (1759—1797)
- Преподобный достопочтенный Джордж Пелэм (13 октября 1766 — 7 февраля 1827), епископ Бристоля, Эксетера и Линкольна.
- Достопочтенная Люси Пелэм (1779 — 18 января 1797).

Лорд Чичестер умер в январе 1805 года в возрасте 76 лет, и его титулы унаследовал его старший сын Томас, который стал видным политиком. Леди Чичестер умерла в 1813 году.